# کار مزدی و سرمایه
کار مزدی و سرمایه (انگلیسی: Wage Labour and Capital؛ آلمانی: Lohnarbeit und Kapital) مقاله‌ای اقتصادی نوشتهٔ منتقد اقتصاد سیاسی و فیلسوف، کارل مارکس است که در سال ۱۸۴۷ نوشته شده‌است و مقاله نخستین بار در سال ۱۸۴۹ در نشریه نئو راینیشه زایتونگ منتشر شد. این مقاله تحسین‌شده به عنوان پیش‌درآمدی بر کتاب سرمایه به‌شمار می‌رود.

## محتوا
فریدریش انگلس در مقدمه‌ای که بر این مقاله نوشته مطالب آن را بر مبنای سخنرانی‌هایی که مارکس در سال ۱۸۴۷ در باشگاه کارگران آلمانی بروکسل ایراد کرده‌است ذکر می‌کند. مارکس در این مقاله به بررسی مناسبات اقتصادی می‌پردازد که مبنای وجود طبقه سرمایه‌دار و سلطه طبقاتی آن، و بردگی کارگران می‌داند. مارکس برای این منظور به شرح مفاهیمی مانند مزد، کار مزدی، اصول تعیین قیمت کالای اقتصادی، اصول تعیین مزد و قیمت نیروی کار در نظام سرمایه داری، مفهوم سرمایه و روابط اجتماعی تولید می‌پردازد.
مارکس پس از شرحی دربارهٔ مفهوم مزد، توضیحاتی مفصل پیرامون اصول حاکم برای تعیین قیمت هر کالایی می‌پردازد. قیمت کالا در نگاه او تابع عناصر متفاوتی است که می‌تواند شامل مزد کارگر، استهلاک ماشین‌های سازنده (ابزار تولید)، فضای رقابتی حاکم بر بازار و … است.
این مقاله که در فصل نهم از Capitalism and the Labor Process چاپ شده‌است همچنین به نحوه انباشت سرمایه توسط سرمایه دار اشاره می‌کند. این انباشت سرمایه در نگاه اول و سطحی می‌تواند به دلیل افزایش درآمد کارفرما (سرمایه‌دار) و افزایش کار تولیدکننده (پرولتاریا) به نفع کارگر تلقی شود. این در حالی است که مارکس توضیح می‌دهد که افزایش تولید به ضرر کارگر است و او با تخصصی شدن و رقابتی تر شدن بازار سهم کمتری از تولید خواهد داشت.
او در دو صفحهٔ پایانی این مقاله اشاره به رقابت‌های ممکن بین سرمایه دارها (کاپیتالیست‌ها) می‌کند. علت این رقابت‌ها حداکثر تلاش هر کدام از ایشان برای به دست آوردن حداکثر فضا از بازار ممکن است.